# News of the World (journal)
Pour les articles homonymes, voir News of the World.
News of the World est un ancien  tabloïd britannique publié chaque dimanche. Fondé en 1843, il cesse de paraître le 10 juillet 2011, comme l'annonce son propriétaire Rupert Murdoch à la suite du scandale du piratage téléphonique par News International.

## Présentation

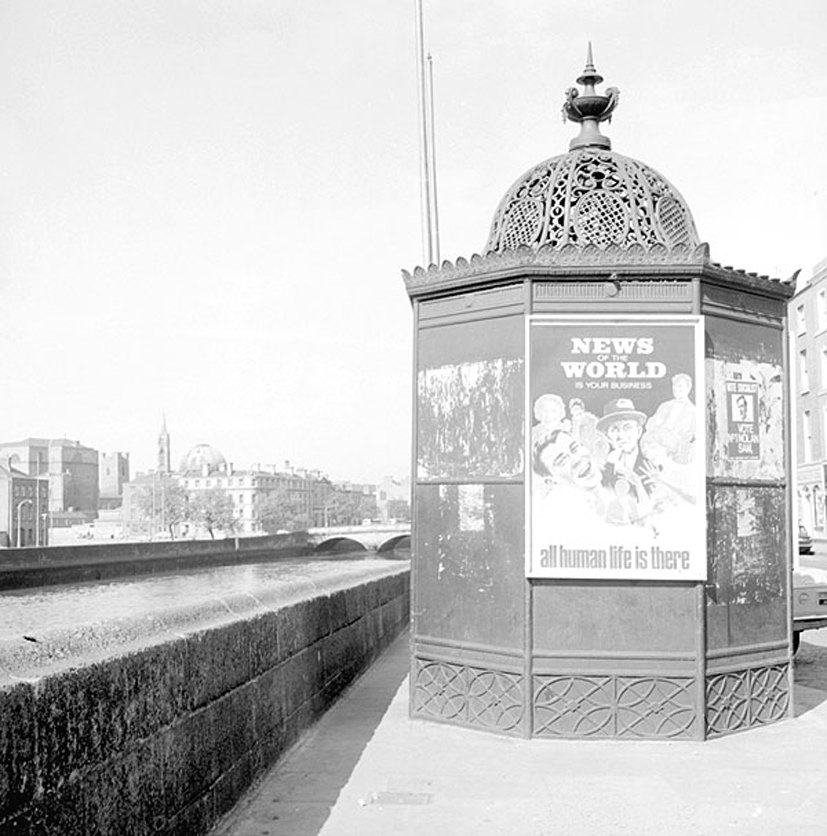
Annonce pour le journal en Irlande (1969).

Spécialisé dans la révélation de scandales, le journal brocarde régulièrement les liaisons adultères de personnalités, les affaires de drogue ou de mœurs.
Il révèle notamment l'affaire Max Mosley, ce dernier s'étant adonné à une séance sado-masochiste avec cinq prostituées, dans une mise en scène qualifiée de « nazie » par le journal.

## Histoire
À partir de 2007, le journal est confronté à la révélation de la pratique généralisée d'écoutes illégales de téléphones mobiles de personnalités, ou de familles de victimes d'affaires fortement médiatisées. En 2007, ces affaires provoquent la démission et la condamnation de Clive Goodman (en), correspondant chargé de suivre la famille royale, à une peine de quatre mois de prison. Le rédacteur en chef Andy Coulson (en) démissionne également. En 2011, trois autres journalistes sont arrêtés et les ramifications de l'affaire obligent Andy Coulson à quitter le poste de conseiller de David Cameron, qui était devenu Premier ministre entre-temps,. Le 7 juillet 2011, Rupert Murdoch, directeur de News International, annonce que News of The World cessera de paraître à compter du 10 juillet suivant. Le journal aura connu 168 ans d'existence, il était devenu le plus vendu au Royaume-Uni parmi les journaux du dimanche,.
Début juillet 2014, Andy Coulson est condamné à 18 mois de prison ferme pour son rôle dans le scandale, ayant encouragé les écoutes illégales de personnalités afin d'obtenir des scoops.